# Joachim Wolbergs
Joachim Wolbergs (* 2. März 1971 in Regensburg) ist ein deutscher Kommunalpolitiker und war bis 29. April 2019 Mitglied der SPD. Seit 11. April 2019 ist er Mitglied im Wahlverein „Brücke – Ideen verbinden Menschen“. Von 2008 bis 2014 war er 3. Bürgermeister und vom 1. Mai 2014 bis zum 30. April 2020 Oberbürgermeister der Stadt Regensburg. Seit dem 27. Januar 2017 bis zum Ende seiner Amtszeit war Wolbergs vorläufig vom Dienst suspendiert. Bei den Kommunalwahlen 2020 wurde er in den Regensburger Stadtrat gewählt und ist seit Mai 2020 Fraktionsvorsitzender der Brücke Stadtratsfraktion.

## Leben
Joachim Wolbergs, Sohn des Altphilologen Thielko Wolbergs (1943–2011), wurde im März 1971 in Regensburg geboren und machte im Jahr 1991 am Albrecht-Altdorfer-Gymnasium Abitur. Er war lange Zeit Schülersprecher und außerdem Bezirksschülersprecher für den Regierungsbezirk Oberpfalz in Bayern. Danach leistete Wolbergs 15 Monate Zivildienst bei der Arbeiterwohlfahrt in der ambulanten Alten- und Krankenpflege. Von 1993 bis 2008 war er als Geschäftsführer unter anderem der Speicher-Events GmbH tätig. Wolbergs engagierte sich schon früh politisch im Stadtverband und auch im  Unterbezirk der örtlichen SPD und unterstützte 1990 die Kandidatin der SPD Christa Meier in ihrem am Ende erfolgreichen Kommunalwahlkampf um das Amt als Oberbürgermeisterin.
Bei der Wahl zum Oberbürgermeister im März 2008 trat Wolbergs dann selbst als Kandidat an und erreichte die Stichwahl, die er dann aber gegen den damaligen Amtsinhaber Hans Schaidinger verlor. Am 5. Mai 2008 wurde Wolbergs zum 3. Bürgermeister der Stadt Regensburg gewählt und übte das Amt einige Jahre aus. 
Bei der Oberbürgermeisterwahl 2014 kandidierte Wolbergs erneut und wurde am 30. März 2014 in der Stichwahl mit 70,24 % der Stimmen als Oberbürgermeister gewählt. Er trat sein Amt am 1. Mai 2014 an.
In der örtlichen SPD und in der bayerischen SPD war Wolbergs bis zum Jahr 2017 Vorsitzender des SPD-Unterbezirks Regensburg, Vorsitzender des SPD-Ortsvereins Regensburg-Stadtsüden, stellvertretender SPD-Bezirksvorsitzender in der Oberpfalz und Mitglied im Landesvorstand der BayernSPD.
Am 29. April 2019 stellte Wolbergs einen Antrag auf Austritt aus der SPD, nachdem ihn die örtliche SPD kurz zuvor zum  Austritt aufgefordert hatte. Begründet wurde die Austritts-Forderung mit der von Wolbergs betriebenen Gründung des neuen städtischen Wahlvereins „Brücke – Ideen verbinden Menschen“.
Wolbergs ist verheiratet, lebt aber getrennt und hat zwei Kinder. Seine Frau äußerte sich in einem Roman und in Interviews zur Spendenaffäre ihres Mannes.

## Wahlstatistik
Ergebnisse der Oberbürgermeisterwahlen 2008
| Name                      | Hans Schaidinger | Joachim Wolbergs |
| ------------------------- | ---------------- | ---------------- |
| 1. Wahlgang 02. März 2008 | 43,5 %           | 27,0 %           |
| 2. Wahlgang 16. März 2008 | 52,1 %           | 47,9 %           |

Ergebnisse der Oberbürgermeisterwahlen 2014
| Name                      | Christian Schlegl | Joachim Wolbergs |
| ------------------------- | ----------------- | ---------------- |
| 1. Wahlgang 16. März 2014 | 32,29 %           | 49,96 %          |
| 2. Wahlgang 30. März 2014 | 29,76 %           | 70,24 %          |

Ergebnisse der Oberbürgermeisterwahlen 2020
Am 15. März 2020 trat Wolbergs bei den Kommunalwahlen 2020 als Oberbürgermeisterkandidat (Initiative Die Brücke) in der Stadt Regensburg an, erhielt 17,71 % der gültig abgegebenen Stimmen und erreichte Platz 3 nach Astrid Freudenstein (CSU, 29,48 %) und Gertrud Maltz-Schwarzfischer (SPD, 22,15 %). Er verfehlte damit den Einzug in die Stichwahl am 29. März. Seine Amtszeit als Oberbürgermeister endete am 30. April 2020.

## Strafverfahren wegen des Vorwurfs der Bestechlichkeit
Am 14. Juni 2016 wurde Wolbergs durch die Staatsanwaltschaft Regensburg mit dem Vorwurf der Vorteilsannahme konfrontiert; sein SPD-Ortsverein hatte hohe Spendensummen von drei Bauunternehmern erhalten. Wolbergs kündigte eine umfassende Zusammenarbeit mit ermittelnden Behörden an. Er sah keinen Anlass, die Amtsgeschäfte ruhen zu lassen, und leitete ein Disziplinarverfahren bei der Landesanwaltschaft Bayern gegen sich selbst ein, um sich vom Verdacht eines Dienstvergehens zu entlasten. Am 18. Januar 2017 wurde er zusammen mit zwei weiteren Personen wegen Verdunkelungsgefahr in Untersuchungshaft genommen. Die Staatsanwaltschaft wirft Wolbergs Bestechlichkeit vor. Am 27. Januar 2017 teilte die Landesanwaltschaft mit, dass er vorläufig des Dienstes enthoben sei. Nach einem Haftprüfungstermin am 1. Februar 2017 ordnete das Amtsgericht Regensburg die Fortdauer der Untersuchungshaft für Wolbergs an. Seitdem wurde Wolbergs interimsmäßig von der zweiten Bürgermeisterin Gertrud Maltz-Schwarzfischer vertreten. Am 28. Februar 2017 setzte das Landgericht Regensburg den Haftbefehl mit Auflagen außer Vollzug.
Die Staatsanwaltschaft Regensburg teilte am 27. Juli 2017 mit, dass sie gegen Wolbergs wegen Bestechlichkeit, Vorteilsnahme und Verstößen gegen das Parteiengesetz Anklage bei der Wirtschaftsstrafkammer des Landgerichts Regensburg erhoben hat.
Im Dezember 2017 wurde bekannt, dass Wolbergs von der bayerischen SPD-Landeszentrale bereits am 10. Februar 2015 per E-Mail gemahnt wurde, dass weiterhin vor allem bei Spenden von Bauunternehmen etc. allergrößte Vorsicht angezeigt sei. Hier müsse jeder Anschein ausgeschlossen werden, dass Spenden bestimmten oder bestimmbaren Projekten dienen sollen. Die Bayern-SPD erläuterte dazu, am 10. Februar 2015 „hatte die Bayern-SPD weder positive Kenntnis von einer möglicherweise rechtswidrigen Annahme von Spenden durch den Ortsverein Regensburg-Stadtsüden noch gab es Anlass zu Misstrauen“.

### Erster Prozess 2018/2019
Am 1. März 2018 teilte das Landgericht Regensburg mit, dass gegen Wolbergs und Andere die Eröffnung des Hauptverfahrens wegen Vorteilsnahme bzw. Vorteilsgewährung und des Verstoßes gegen das Parteiengesetz erfolge. Vorwürfe der Bestechlichkeit bzw. Bestechung sowie der wettbewerbsbeschränkenden Absprachen bei Ausschreibungen seien zumindest zurzeit nicht haltbar. Alle Haftbefehle (die bereits außer Vollzug gesetzt waren) wurden aufgehoben.
Der Prozess begann am 24. September 2018. Es waren 98 Verhandlungstage vorgesehen. Am 6. Mai 2019 plädierte die Staatsanwaltschaft auf vier Jahre und sechs Monate Haftstrafe für Wolbergs aufgrund Bestechlichkeit, Vorteilsannahme und Verstößen gegen das Parteiengesetz. Die Verteidigung hingegen plädierte am 20. Mai 2019 auf Freispruch, denn es gebe weder Beweise noch belastende Zeugenaussagen, sondern lediglich Indizien. Am 3. Juli 2019 wurde Wolbergs in den meisten Anklagepunkten freigesprochen. In zwei Fällen – das Gericht wertete diese als Verbotsirrtum – ist er der Vorteilsannahme in Höhe von gesamt 150.000 € schuldig gesprochen worden. Von einer Strafzumessung sah das Gericht ab, da ihn das Verfahren „quasi ruiniert“ habe; die vorläufige Amtsenthebung blieb jedoch bestehen. Sowohl die Staatsanwaltschaft als auch Wolbergs gingen in Revision. Am 4. November 2021 hob der Bundesgerichtshof das Urteil in weiten Teilen auf und verwies die Sache zu erneuter Verhandlung an das LG München I zurück (AZ: 6 StR 12/20).

### Zweiter Prozess 2019/2020
Anfang Oktober 2019 begann ein zweiter Korruptionsprozess am Landgericht Regensburg gegen Wolbergs. Der Vorwurf der Staatsanwaltschaft lautet Bestechlichkeit und Vorteilsannahme; auch in diesem Prozess stehen Spenden aus der Baubranche an Wolbergs‘ damaligen SPD-Ortsverein im Mittelpunkt. Mit angeklagt sind drei Bauunternehmer, von denen einer bereits den Strafbefehl akzeptiert hat.
Im Urteil vom 17. Juni 2020 wurde Wolbergs von der Strafkammer des Landgerichts Regensburg wegen Bestechlichkeit in einem Fall zu einer Freiheitsstrafe von einem Jahr, ausgesetzt zur Bewährung, verurteilt. In den anderen Anklagepunkten wurde er freigesprochen. Der Verteidiger Wolbergs kündigte nach dem Urteilsspruch an, in Revision gehen zu wollen. Ein ebenfalls angeklagter Bauunternehmer wurde zu einer Geldstrafe von 70 Tagessätzen zu je 900 Euro (insgesamt 63.000 Euro) verurteilt. Die Revisionen gegen das zweite Urteil des Regensburger Landgerichts blieben –  anders als gegen das erste Urteil – ohne Erfolg. Im Januar 2022 erhob Wolbergs gegen das Urteil Verfassungsbeschwerde.

### BGH-Urteil 2021
Der Bundesgerichtshof hob im November 2021 die Freisprüche und straffreien Urteile für den ehemaligen Oberbürgermeister und seine Mitangeklagten teilweise auf. Es geht dabei vor allem um die Spendenpraxis vor Wolbergs Wahl. Das Landgericht Regensburg hatte die Angeklagten in diesem Punkt freigesprochen und Wolbergs nur für die Annahme von Spenden nach der Wahl verurteilt. Bei den Spenden vor der Wahl entschied das Landgericht, dass Wolbergs als dritter Bürgermeister für Bauangelegenheiten nicht zuständig gewesen sei und deshalb nicht bestochen werden konnte. Der BGH-Senat folgt dieser Argumentation nicht. Auch private Vorteile für Wolbergs, etwa in Form von übernommenen Renovierungskosten und auch Rabatte bei Wohnungskäufen einer Verwandten Wolbergs, müssen neu verhandelt werden. Der BGH hat das Münchner Landgericht I für das anstehende Revisionsverfahren bestimmt. Dem früheren Regensburger Oberbürgermeister Joachim Wolbergs und dem Mitangeklagten Volker Tretzel droht deshalb nun eine härtere Strafe. Die Revisionen gegen das zweite Urteil aus dem Jahr 2020 verwarf der Senat dagegen. Wolbergs Verurteilung wegen Bestechlichkeit zu einer Bewährungsstrafe von einem Jahr bleibt daher bestehen und ist rechtskräftig.